# Kawasaki (Fukuoka)
Pour les articles homonymes, voir Kawasaki.
Kawasaki (川崎町, Kawasaki-machi) est un bourg du district de Tagawa, dans la préfecture de Fukuoka, au Japon.

## Géographie

### Démographie
Au 1er septembre 2014, la population de Kawasaki s'élevait à 16 992 habitants répartis sur une superficie de 36,12 km2.